# Turangalîla-Symphonie
La Simfonia Turangalila (en francès Turangalîla-Symphonie) és un poema simfònic de grans proporcions que el compositor francès Olivier Messiaen va compondre per a satisfer el seu primer encàrrec internacional important. La partitura va ser escrita entre 1946 i 1948 per encàrrec de Serge Koussevitzky per a l'Orquestra Simfònica de Boston, de la qual va ser director titular entre 1924 i 1949.
L'orquestra va estrenar la Turangalila el 2 de desembre de 1949, sota la direcció de Leonard Bernstein a Boston. L'encàrrec va ser molt lliure; no concretava ni la duració, requisits orquestrals ni l'estil de l'obra, deixant totes aquestes decisions al compositor. Koussevitzky tenia programat dirigir l'estrena de l'obra, però es va posar malalt i va haver de cedir la batuta a un jove Bernstein. Yvonne Loriod, que posteriorment es convertiria en la segona esposa de Messiaen, va ser la solista al piano, i Ginette Martenot va tocar el generador d'ones que havia creat en la primera i totes les següents interpretacions fins que el 1953 Jeanne Loriod, la germana d'Yvonne, va tocar les ones Martenot en algunes de les gravacions de l'obra.

## Concepte
Singularment (la major part de l'obra de Messiaen és d'inspiració religiosa, i en concret, catòlica), durant la composició de la Simfonia Turangalila el compositor estava fascinat pel mite germànic de Tristany i Isolda, raó per la qual aquesta obra forma part integral d'una trilogia de composicions centrades en les idees romàntiques de l'amor i la mort -les altres dos peces d'aquesta trilogia són Harawi (per piano i soprano) i Cinq rechants (per cor a cappella).
La peça és considerada una de les obres mestres de la música clàssica del segle xx, i és molt interpretada i enregistrada. L'obra està dividida en deu moviments que es toquen sense interrupció al llarg d'aproximadament vuitanta minuts. En resposta a preguntes sobre el significat de la duració de l'obra, la divisió en deu moviments i el perquè de l'ús de les ones Martenot, Messiaen va respondre simplement: «és una cançó d'amor...»
El títol de l'obra, així com els dels seus moviments, va ser concebut amb posterioritat a la interpretació de l'obra. Messiaen no el va explicar mai fins que es va publicar una anotació del seu diari de principis de 1948:"el títol neix de dues paraules del sànscrit, turanga i lila, i es pot traduir lliurement com «cançó d'amor i himne a l'alegria, el temps, el moviment, el ritme, la vida i la mort». També descriu l'alegria de la Turangalila com a «sobrehumana, desbordant, abandonada...»
En sànscrit, turáṃ-ga significa "que va de pressa" (turá: de pressa, ga: va), i lila significa «diversió, passatemps», especialment diversió divina. Turanga lila significa «els passatemps de la ment»...
Messiaen va revisar la partitura el 1990.

## Estructura
Els deu moviments de la simfonia es troben enllaçats per una sèrie de temes i idees musicals que reapareixen constantment:
1. Introducció. Modéré, un peu vif: a manera de pròleg, s'introdueix el "tema de l'estàtua" i el "tema de la flor". Segueix el cos central del moviment, en el qual se superposen dos grups en ostinato amb puntejats rítmics. Un reprise del "tema de l'estàtua" tanca la introducció.
2. Chant d'amour I. Modéré, lourd: després d'una introducció atonal, el moviment es construeix mitjançant l'alternança d'un tema ràpid i apassionat dominat per les trompetes, i un tema suau i gentil a les cordes i les ones Martenot.
3. Turangalila I. Presque lent, rêveur: es presenten tres temes: el primer mitjançant un solo de clarinet, el segon sona als metalls greus i la corda i el tercer el toca el vent fusta. El moviment es desenvolupa sobreimposant-se als tres temes, amb l'addició d'un nou ritme a la percussió.
4. Chant d'amour II. Bien modéré: introduït a partir d'un "scherzo" per a flautí i fagot, aquest moviment conté nou seccions; algunes retornen a material musical que ja havia aparegut anteriorment. Una tranquil·la coda en La M el tanca.
5. Joie du Sang des Étoiles. Vif, passionné avec joie: una frenètica dansa el tema principal de la qual és una variació ràpida del "tema de l'estàtua". Per a Messiaen, aquesta dansa representa la unió dels amants, vista com una transformació a escala còsmica. La dansa és interrompuda per una demolidora cadència del pianista, prèvia a una breu coda orquestral.
6. Jardin du Sommeil d'amor. Très modéré, très tendre: la primera aparició del "tema de l'amor" a les cordes i ones Martenot és acompanyada per un refilet d'ocells idealitzat, executat pel piano i l'orquestra mitjançant efectes coloristes. Segons Messiaen, "els dos amants són abraçats pel son de l'amor. Un paisatge emergeix d'ells..."
7. Turangalila II. Un peu vif, bien odéré: un moviment completament atonal que pretén invocar terror, amb un paper predominant de la percussió.
8. Développement d'amour. Bien modéré: Per a Messiaen, el títol pot considerar-se de dues maneres. Pels amants és terrible: units per l'elixir de l'amor, estan atrapats en una passió que creix fins a l'infinit. Musicalment, aquesta és la secció de desenvolupament de l'obra.
9. Turangalila III. Bien modéré: el vent fusta aporta un nou tema. Un conjunt de percussió de cinc elements introdueix unes sèries rítmiques que donen suport a una successió de variacions del nou tema.
10. Final. Modéré, presque vif, avec une grande joie: el moviment té una clara forma sonata. Una fanfàrria dels metalls, en paral·lel a una ràpida variació del "tema de l'amor", es desenvolupa fins a arribar a una llarga coda, una versió final del "tema de l'amor" executada en fortíssim per l'orquestra completa. L'obra acaba amb un enorme acord de fa major. En paraules de Messiaen, "glòria i alegria sens fi".

La resposta inicial de Messiaen a l'encàrrec de Koussevitzky va ser la composició d'una simfonia convencional, en quatre moviments (que corresponen, segons la seva posició en l'obra actual, als moviments 1, 4, 6, i 10). A continuació va afegir els tres moviments Turangalila, que inicialment va denominar Talâs, en referència a l'ús del ritme en la música clàssica de l'Índia (moviments 3, 7 i 9 segons l'ordre definitiu). Posteriorment va afegir-hi encara dos moviments més: Chant d'amour i Développement de l'amour (moviments 2 i 8). Però no va quedar-ne content fins que va afegir el cinquè moviment, que s'ha convertit en el més cèlebre: Joie du sang des étoiles, que aporta en el nucli de l'obra un element de contrast amb el son sostingut en el moviment lent Jardin du sommeil d'amour i que conté l'esperit efervescent de l'obra.
Al principi, Messiaen va autoritzar l'execució dels moviments 3, 4 i 5 com a Tres tâlas (concepte que no té res a veure amb el que definia inicialment als tres moviments Turangalila), però després va decidir desaprovar la interpretació d'extractes.

## Instrumentació
La Simfonia Turangalila requereix una instrumentació singular: flautí, 2 flautes, 2 oboès, corn anglès, 2 clarinets, clarinet baix, 3 fagots, 4 trompes, 3 trompetes, trompeta en Re, corneta, 3 trombons, tuba, piano sol, celesta i -com a mínim - 8 (fins a 11) percussionistes, a càrrec de: vibràfon, glockenspiel amb teclat i glockenspiel amb malla, triangle, temple-blocks i caixa xinesa, plats (crash i tres tipus de plats suspesos), gong, pandereta, maraques, caixa, tamborí provençal, bombo i campanes tubulars. La secció de corda és 32-14-12-10, i es necessita a més un generador d'ones Martenot.
La part de piano no és solista, però inclou cadències amb un nivell d'exigència molt elevat.

## Enregistraments
1. Roger Désmormière, Orchestre National de la Radio Télévision Française, Yvonne Loriod (piano) i Ginette Martenot (ones Martenot) - INA 1950 directe (estrena a Europa, al festival d'Aix-en-Provence el 25 de juliol de 1950).
2. Hans Rosbaud, SWF-Sinfonieorchestre Baden-Baden, Yvonne Loriod (piano) i Ginette Martenot (ones Martenot) - Wergo 1951.
3. Maurice Le Roux, Orchestre National de la RTF, Yvonne Loriod (piano) i Jeanne Loriod (ones Martenot) - Vega/Accord 1961 (producció supervisada per Messiaen).
4. Jean Fournet, Netherlands Radio Philharmonic, Yvonne Loriod (piano) i Jeanne Loriod (ones Martenot) - Q Disc 1967 live.
5. Seiji Ozawa, Toronto Symphony Orchestra, Yvonne Loriod (piano) i Jeanne Loriod (ones Martenot) - RCA 1967.
6. André Previn, Orquestra Simfònica de Londres, Michel Béroff (piano) i Jeanne Loriod (ones Martenot) - EMI 1977.
7. Louis de Froment, Orchestre Symphonique de RTL, Yvonne Loriod (piano) i Jeanne Loriod (ones Martenot) - Forlane 1982 live.
8. Esa-Pekka Salonen, Orquestra Philharmonia, Paul Crossley (piano) i Tristan Murail (ones Martenot) - CBS/Sony 1985.
9. Simon Rattle, Orquestra Simfònica de la Ciutat de Birmingham, Peter Donohoe (piano) i Tristan Murail (ones Martenot) - EMI 1986.
10. Myung-Whun Chung, Orchestre de l'Opéra Bastille, Yvonne Loriod (piano) i Jeanne Loriod (ones Martenot) - Deutsche Grammophon 1990 (producció supervisada per Messiaen i primera gravació de la versió revisada).
11. Riccardo Chaily, Orquestra REal del Concertgebouw, Jean-Yves Thibaudet (piano) i Takashi Harada (ones Martenot) - Decca 1992.
12. Marek Janowski, Orchestre Philharmonique de Radio France, Roger Muraro (piano) i Valérie Hartmann-Claverie (ones Martenot) - RCA 1992.
13. Yan pascal Tortelier, Orquestre Filarmònica de la BBC, Howard Shelley (piano) i Valérie Hartmann-Claverie (ones Martenot) - Chandos 1998.
14. Hans Vonk, Sanint Louis Symphony Orchestra, Garrick Ohlsson (piano) i Jean Laurendeau (ones Martenot) - Pentatone 1999 live.
15. Antoni Wit, Polish National Radio Symphony Orchestra, François Weigel (piano) i Thomas Bloch (ones Martenot) - Naxos 1998.
16. Kent Nagano, Orquestra Filarmònica de Berlin, Pierre-Laurent Aimard (piano) i Dominique (Kim (ones Martenot) - Teldec 2000 live (el biògraf de Messiaen Christopher Dingle recomana aquesta versió, perquè, encara que la Filarmònica de Berlin sembli una elecció que està lluny de no ser evident, la falta de familiaritat amb l'obra unida a la tensió provocada per la gravació en directe, sota una excel·lent direcció de Nagano -reflex del seu profund coneixement de la música de Messiaen -, confereix una frescura de la qual sovint careixen les gravacions. La interpretació d'Aimard, a més, és electritzant).
17. Norichika Iimori, Tokyo Symphony Orchestra, Kazuoki Fujii (piano) i Takashi Harada (ones Martenot) - Canyon 2001.
18. Ryusuke Numajiri, Japan Philharmonic Orchestra, Ichiro Nodaira (piano) i Takashi Harada (ones Martenot) - Exton 2002 live.
19. Thierry Fischer, BBC National Orchestra of Wales, Roger Muraro (piano) i Jacques Tchamkerten (ones Martenot) - BBC Music 2006 live.
20. Hiroyuki Iwaki, Melbourne Symphony Orchestra, Kaori Kimuda (piano) i Takashi Harada (ones Martenot) - ABC Classics 2007 live.
21. Sylvain Cambreling, SWR Sinfonieorchester Baden-Baden und Freiburg, Roger Muraro (piano) i Valérie Harmann-Claverie (ones Martenot) - Hänssler 2008.
22. Juanjo Mena, Bergen Philharmonic Orchestra, Steven Osborne (piano) i Cynthia Millar (ones Martenot) - Hyperion 2012